# New York Americans
De New York Americans is een oud-ijshockeyteam dat speelde in de National Hockey League. Het speelde in New York, New York. De ploeg bestond van 1925 tot 1942. Het was het tweede ijshockeyteam van de NHL in de Verenigde Staten.

## Geschiedenis
In 1925 wilde Bill Dwyer, een belangrijke handelaar in alcoholische dranken tijdens de drooglegging, een gangster dus, een eigen ijshockeyteam oprichten. Toen een andere ijshockeyclub, de Hamilton Tigers, zijn spelers niet meer kon betalen, nam Dwyer de spelers over en richtte de New York Americans op. Dwyer stalde zijn team in Madison Square Garden. Na Boston Bruins was New York Americans het tweede Amerikaanse ijshockeyteam dat speelde in de National Hockey League. Hoewel het eerste seizoen sportief teleurstellend was, draaide de Americans wel een goede omzet. De eigenaren van de Madison Square Garden waren hier blij mee, zodat ze nog een team oprichtten, New York Rangers.

## New York vs New York
Vanaf het begin af aan was de New York Rangers succesvoller dan de Americans. Al het tweede jaar na de oprichting haalde de Rangers de Stanley Cup New York binnen, terwijl de Americans als laatste het seizoen eindigde. Het jaar daarop haalden de Americans wel de play-offs en moesten in de kwartfinale tegen de Rangers. De Rangers wonnen, waarna de Americans nooit meer echt presteerden. Ze bereikten nog wel drie keer de play-offs, maar verder dan de kwartfinale kwamen ze nooit.
Het uitblijven van het sportieve succes had gedeeltelijk te maken met het einde van de drooglegging in 1933. Dwyer kon de spelers niet meer betalen en stuurde op een fusie met de Ottawa Senators, maar de NHL verbood de fusie en nam zelf het bestuur van de Americans over onder leiding van Red Dutton. Zonder al te veel successen en mede door de inmenging van Amerika in de Tweede Wereldoorlog eindigde het bestaan van de New York Americans in 1942.
Na de Oorlog wilde Dutton een herstart van de Americans, maar de NHL hield zich vast aan de Original Six, er was geen uitbreiding tot 1967. Dutton gaf de schuld van de weigering van de NHL aan de eigenaren van de Madison Square Garden, zij wilden volgens hem geen plaatselijke concurrent van de Rangers die zij ook bezaten. Dutton was zó boos, dat hij een vloek uitsprak over de Rangers, dat ze nooit meer de Stanley Cup zouden winnen. Die vloek bleef meer dan vijftig jaar bestaan in New York: van 1940 tot 1994 wonnen de Rangers geen Stanley Cup.

## Trivia
De Americans hebben voor een versnelling gezorgd van de invoer van de icingregel. Tegen de Boston Bruins, in 1932, speelden de Americans erg verdedigend en overtraden de toen nog niet bestaande icing-regel 61 keer (een wedstrijd duurt 60 minuten!). Boston was zo razend, dat de volgende wedstrijd die ze speelden tegen de Americans maar liefst 87 keer de puck wegschoten vanuit het eigen vak. Niet zo verwonderend eindigde die wedstrijd in 0-0, maar Boston had zijn wraak gekregen. Sindsdien is icing verboden.
Eastern Conference
Western Conference